# Pont Saint-Lambert
Le pont Saint-Lambert est un pont classé franchissant le ruisseau de Ruaumolin dans le village de Vresse-sur-Semois au sud de la province de Namur en Belgique.

## Situation
Le pont se situe près du centre du village de Vresse-sur-Semois. Il franchit le ruisseau de Ruaumolin à une quarantaine de mètres avant que le ruisseau ne rejoigne la rive droite de la Semois. Ce pont ne doit pas être confondu avec le pont de Vresse franchissant la Semois une centaine de mètres plus à l'ouest. Le sentier de grande randonnée 16 franchit le pont.

## Historique
Les crues du ruisseau de Ruaumolin ayant détruit l'ancien pont en 1743, la Fabrique d'église Saint-Lambert de Vresse décide d'ériger un nouveau pont en pierre dès l'année suivante.

## Description
Le pont est constitué de trois arches en plein cintre en pierres de schiste. Il a une longueur approximative de 25 m et une largeur d'environ 2,20 m, parapets compris. Ces parapets ayant chacun une largeur d'environ 50 cm, le tablier pavé en dos-d'âne accessible aux piétons, cyclistes et cavaliers a une largeur de 1,20 m. Une partie du pont se trouve à l'ombre d'un érable. Le site du pont a inspiré de nombreux peintres.

## Légende
Lambert était le saint patron de Vresse et Agathe, la sainte patronne de Laforêt. Pour empêcher Agathe qui ne se déplaçait qu'en voiture (tirée par des chevaux) de venir à Vresse pour propager la foi chrétienne, Lambert, qui se déplaçait à cheval, fit construire un pont assez étroit et donc inaccessible pour la voiture d'Agathe.

## Classement
Le pont et ses abords sont classés depuis le 10 juin 1963.

### Source et lien externe
- Le pont Saint-Lambert sur vresse-sur-semois.be